# E se i tedeschi
E se i tedeschi ne ciapa de giorno allora bojorno, allora bojorno è un canto partigiano sull'aria di Là sul Cervino, conosciuto anche come Bojorno. Come in molti altri casi conserva il motivo della canzone originale "Vinassa vinassa" del periodo della prima guerra mondiale. Il canto è in lingua veneta, nato nella tradizione popolare ed è di autore anonimo.

## Testo
Il testo completo è il seguente:
allora bojorno, allora bojorno.

E se i tedeschi ne ciapa de note

madona che bote, madona che bote.

Ma se i tedeschi te ciapan tel treno

vedemo, spetemo, vedemo, spetemo.»
Traduzione e parafrasi in italiano:
allora: "buongiorno... buongiorno...".

E se incontriamo i tedeschi di notte

allora son botte, madonna che botte.

Ma se ci imbattiamo nei tedeschi sul treno,

stiamo all'occhio e aspettiamo di vedere come va.»